# Джейнс Ъдикшън
„Джейнс Ъдикшън“ (Jane's Addiction) е алтернативна и хардрок рок банда в Лос Анджелис, САЩ, сформирана през 1985 г.
Сегашният състав на групата включва Пери Феръл (вокали), Дейв Наваро (китара), Крис Чени (бас) и Стивън Пъркинс (барабани). Любопитен факт за бандата е, че за разлика от повечето групи, които почти никога не се събират в оригинален състав за концерти, Джейн са го правили редовно през годините.
Заедно с други изпълнители от този етап (Guns'N'Roses, Mudhoney и др.), Джейн са една от първите банди, които се връщат към „класическия“ 70-тарски рок звук, проправил път за гръндж групите на 90-те, ориентирайки се вместо към глем метъл както някои от съвременниците си, повече към хардрока, повлияни от изпълнители като Аеросмит, Ролинг Стоунс и Лед Цепелин.
Групата има издадени 4 студийни албума, като най-скорошният е The Great Escape Artist, излязъл през 2011 г. Друг любопитен факт е, че най-първият албум на групата е компилация от записи на живо, а не студиен, както при повечето рок банди, тъй като музикантите са искали да заложат повече на енергията от живите си изпълнения, станала популярна по онова време. Музикалният канал VH1 поставя Джейнс Ъдикшън на 35-о място в класацията си „100-те най-велики хардрок изпълнители.

## Дискография
Студийни албуми:
- Nothing's Shocking (1988)
- Ritual de lo habitual (1989)
- Strays (2003)
- The Great Escape Artist (2011)

Лайв албуми:
- Jane's Addiction (1987)
- Live in NYC (2013)

Компилации:
- Live and rare (1991)
- Kettle Whistle (1997)
- Up from the Catacombs: The best of Jane's Addiction (2006)
- A cabinet of curiosities – бокс сет (2009)

## Предишни членове
- Ерик Айвъри – bass (1985 – 1991, 2008 – 2010)
- Мартин Ле Нобле – bass (2001 – 2002)
- Дъф Маккейгън– bass (March–September 2010)
- Крис Бринкман – guitar (1985 – 1986)
- Мат Шайкин – drums (1985 – 1986)
- Флий – бас, тромпет (1987, 1997)
- Дейв Ситек – бас (2010 – 2011)